# 10108 Tomlinson
A 10108 Tomlinson (ideiglenes jelöléssel 1992 HM) a Naprendszer kisbolygóövében található aszteroida. Carolyn S. Shoemaker és Eugene Merle Shoemaker fedezte fel 1992. április 26-án.